# Denise Feierabend
Denise Feierabend (Wolhusen, 15 april 1989) is een Zwitsers alpineskiester. Ze vertegenwoordigde haar vaderland op de Olympische Winterspelen 2014 in Sotsji en op de Olympische Winterspelen 2018 in Pyeongchang.

## Carrière
Bij haar wereldbekerdebuut, in februari 2008 in Zagreb, scoorde Feierabend direct wereldbekerpunten. Op de wereldkampioenschappen alpineskiën 2009 in Val d'Isère eindigde de Zwitserse als zesde op de slalom. In Garmisch-Partenkirchen nam ze deel aan de wereldkampioenschappen alpineskiën 2011. Op dit toernooi eindigde ze als zesde op de super combinatie, als 21e op de slalom en als 35e op de reuzenslalom. In januari 2012 behaalde Feierabend in Sankt Moritz haar eerste toptienklassering in een wereldbekerwedstrijd. Tijdens de Olympische Winterspelen van 2014 in Sotsji eindigde de Zwitserse als twaalfde op de supercombinatie en als zeventiende op de slalom.
Op de wereldkampioenschappen alpineskiën 2017 in Sankt Moritz eindigde ze als vierde op de alpine combinatie en als negende op de slalom. Tijdens de Olympische Winterspelen van 2018 in Pyeongchang eindigde Feierabend als negende op de alpine combinatie en als veertiende op de slalom. Samen met Wendy Holdener, Luca Aerni, Daniel Yule en Ramon Zenhäusern veroverde ze de gouden medaille in de landenwedstrijd. In april 2018 beëindigde ze haar skicarrière.

## Resultaten

### Olympische Winterspelen
| Jaar | Plaats      | Resultaten                                          |
| ---- | ----------- | --------------------------------------------------- |
| 2014 | Sotsji      | 12e Supercombinatie 17e Slalom                      |
| 2018 | Pyeongchang | 9e Alpine combinatie · 14e Slalom · Landenwedstrijd |

### Wereldkampioenschappen
| Jaar | Plaats                 | Resultaten                                     |
| ---- | ---------------------- | ---------------------------------------------- |
| 2009 | Val d'Isère            | 6e Slalom                                      |
| 2011 | Garmisch-Partenkirchen | 6e Supercombinatie 21e Slalom 35e Reuzenslalom |
| 2017 | Sankt Moritz           | 4e Alpine combinatie 9e Slalom                 |

### Wereldbeker
Eindklasseringen
| Seizoen   | Algm | AD  | SL  | SG  | AC  |
| --------- | ---- | --- | --- | --- | --- |
| 2007/2008 | 108e | –   | 48e | –   | –   |
| 2008/2009 | 79e  | –   | 31e | –   | –   |
| 2009/2010 | 103e | –   | –   | –   | 21e |
| 2010/2011 | 61e  | –   | 24e | –   | 23e |
| 2011/2012 | 56e  | 49e | 28e | –   | 7e  |
| 2013/2014 | 43e  | –   | 17e | –   | 10e |
| 2014/2015 | 67e  | –   | 31e | –   | 11e |
| 2015/2016 | 50e  | 33e | 28e | 35e | 8e  |
| 2016/2017 | 56e  | 44e | 22e | 53e | 16e |
| 2017/2018 | 23e  | 45e | 10e | 43e | 9e  |